# Budapesti Vörös Lobogó Sport Egyesület 1955-1956
Questa voce raccoglie le informazioni riguardanti il Budapesti Vörös Lobogó Sport Egyesület nelle competizioni ufficiali della stagione 1955-1956.

## Avvenimenti
Il Budapesti Vörös Lobogó Sport Egyesület si ritrova al terzo posto nel campionato dopo 18 giornate: il torneo viene interrotto a causa della rivoluzione ungherese.
La società riesce a farsi vedere nella prima edizione della Coppa dei Campioni: sconfiggono l'Anderlecht sia in patria (6-3) sia in Belgio (4-1), uscendo dalla competizione contro lo Stade de Reims (4-4 in Francia, 2-4 in Ungheria).
Il Vörös Lobogó partecipa anche alla Coppa Mitropa superando la Stella Rossa di Belgrado (6-4) ma esce in semifinale contro il Rapid Vienna (7-6).

## Rosa
| N. |                     | Ruolo | Calciatore      |
| -- | ------------------- | ----- | --------------- |
|    | Ungheria (bandiera) | P     | Árpád Fazekas   |
|    | Ungheria (bandiera) | P     | Sándor Gellér   |
|    | Ungheria (bandiera) | P     | János Veres     |
|    | Ungheria (bandiera) | D     | János Börzsei   |
|    | Ungheria (bandiera) | D     | Ferenc Kovács   |
|    | Ungheria (bandiera) | D     | Mihály Lantos   |
|    | Ungheria (bandiera) | D     | László Szimcsák |
|    | Ungheria (bandiera) | C     | Imre Kovács     |
|    | Ungheria (bandiera) | C     | József Zakariás |
|    | Ungheria (bandiera) | A     | Laszlo Bödör    |

| N. |                     | Ruolo | Calciatore       |  |
| -- | ------------------- | ----- | ---------------- |  |
|    | Ungheria (bandiera) | A     | Gábor Bukovi     |  |
|    | Ungheria (bandiera) | A     | Ferenc Gál       |  |
|    | Ungheria (bandiera) | A     | Nándor Hidegkuti |  |
|    | Ungheria (bandiera) | A     | Endre Kárász     |  |
|    | Ungheria (bandiera) | A     | János Molnár     |  |
|    | Ungheria (bandiera) | A     | Péter Palotás    |  |
|    | Ungheria (bandiera) | A     | Károly Sándor    |  |
|    | Ungheria (bandiera) | A     | István Szimcsák  |  |
|    | Ungheria (bandiera) | A     | István Szolnok   |  |

Imre Kovacs svolge il ruolo di giocatore-allenatore.